# Lissonota clypearis
Lissonota clypearis là một loài tò vò trong họ Ichneumonidae.